# Bazylika konkatedralna Matki Bożej Królowej Polski w Stalowej Woli
Konkatedra Matki Bożej Królowej Polski w Stalowej Woli – kościół wybudowany według projektu prof. Jana Bogusławskiego i konstruktora inż. Konstantego Jankowskiego w latach 1956–1973.  

## Godności i tytuły honorowe
Od 1992 konkatedra diecezji sandomierskiej, od 1998 bazylika mniejsza. Dodatkowo od 1993 przy bazylice konkatedralnej erygowana jest kapituła prałacka i kanonicka. 

## Architektura
Oryginalność pomysłu architektonicznego kościoła wyraża się w połączeniu gotyckiej formy z nowoczesną technologią realizacji projektu przez zastosowanie prefabrykowanych elementów strunobetonowych. Wnętrze urządzone nowocześnie, posadzka marmurowa, witraże (autorstwa Marii Leszczyńskiej), organy elektryczne. Obok wolnostojąca wieża – dzwonnica.  